# Carcharocles
A Carcharocles a porcos halak (Chondrichthyes) osztályának heringcápa-alakúak (Lamniformes) rendjébe, ezen belül a fosszilis Otodontidae családjába tartozó nem.

## Rendszerezés
A nembe az alábbi 1-4 fosszilis faj tartozik:
- Carcharocles angustidens vagy Carcharodon angustidens Agassiz, 1843[1][2][3] - oligocén-kora miocén; az idetartozása vitatott
- Carcharocles auriculatus Jordan, 1923[4] - késő eocén-kora oligocén
- Carcharocles chubutensis vagy Carcharodon subauriculatus Agassiz, 1843,[5][6][7] - középső oligocén-kora pliocén
- óriásfogú cápa (Carcharodon megalodon vagy Carcharocles megalodon) Agassiz, 1843[8][9][10] - kora miocén-késő pliocén; nem mindenki ért egyet az idesorolásával